# Pivovary Lobkowicz Group

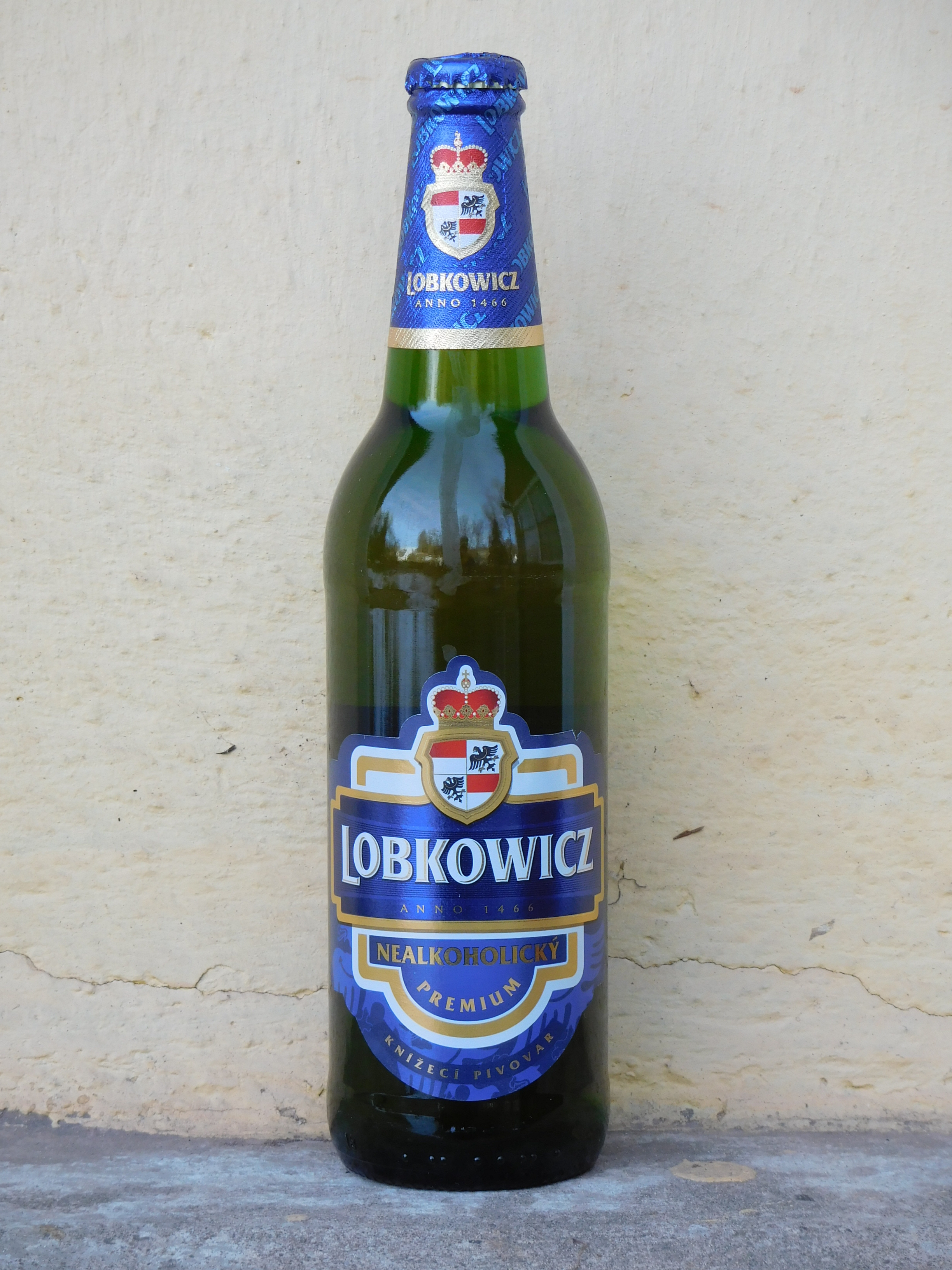
Lobkowicz nealkoholický premium

Pivovary Lobkowicz Group, a. s. (dříve K Brewery Group) je holdingová společnost vlastnící majetkové podíly v několika českých pivovarech.
V roce 2012 měla skupina majetkové podíly v pivovarech Platan, Uherský Brod, Jihlava, Klášter, Rychtář, Vysoký Chlumec a Černá Hora. Dceřinou společností skupiny je akciová společnost Pivovary Lobkowicz a. s., která až do 31. ledna 2012 nesla název K Brewery Trade.
Majoritním akcionářem společnosti (55procentní podíl) byl podnikatel Martin Burda. V prosinci 2013 společnost uvedla, že chystá IPO na Pražské burze. a následně na burzu opravdu vstoupila.
V září 2015 koupila majoritní podíl 79,36 % za 1,9 miliardy korun česká společnost Lapasan, ve které měla většinový podíl šanghajská společnost CEFC China Energy Company Limited. Transakce byla částečně financována úvěrem ve výši 1,1 miliardy korun od J&T Banky, úroková sazba byla stanovena ve výši 1Y PRIBOR + 8,5 % p. a. Na konci roku 2021 byly závazky společnosti Lapasan o 1,8 miliardy korun vyšší než účetní hodnota jejích aktiv.